# Honea Path
Honea Path è un comune degli Stati Uniti d'America, situato in Carolina del Sud, in parte nella Contea di Abbeville ed in parte nella Contea di Anderson.